# Катастрофа Ан-24 в Ижевске
Катастрофа Ан-24 в Ижевске — авиационная катастрофа, произошедшая субботним вечером 28 января 1984 года в аэропорту Ижевска. Авиалайнер Ан-24РВ Ижевского ОАО авиакомпании «Аэрофлот» завершал плановый внутренний рейс SU-928 по маршруту Куйбышев — Ижевск, но при заходе на посадку в Ижевском аэропорту лайнер прервал заход на посадку и ушёл на второй круг. При повторном заходе на посадку перед самой посадкой резко взмыл вверх и вошёл в сваливание, после чего опрокинулся вправо и врезался в землю правее ВПП и разрушился. Погибли 4 человека на борту из 53 — 49 пассажиров и 4 членов экипажа, выжили 49, из которых 35 получили ранения.
На 2024 год катастрофа рейса 928 остаётся крупнейшей в истории Республики Удмуртия.

## Самолёт
Ан-24РВ с бортовым номером 47310 (заводской — 57310401) был выпущен заводом Антонова 20 мая 1975 года. Всего на момент катастрофы авиалайнер имел в общей сложности 17 032 часа налёта и 11 166 посадок.

## Экипаж
Ан-24, выполняющий рейс SU-928 пилотировал экипаж из 283-го лётного отряда, в состав которого входили 4 человек:
Командир воздушного судна (КВС) — Владимир Анатольевич Филимонов
Второй пилот — Александр Константинович Стативко
Бортмеханик — Геннадий Алексеевич Абдрахманов
В салоне авиалайнера работала стюардесса Людмила Анатольевна Бутурлакина

## Хронология событий

### Предшествующие обстоятельства
28 января 1973 года из Куйбышевского аэропорта Курумоч с 49 пассажирами (43 взрослых и 6 детей) и 4 членами экипажа вылетает рейс 928, который выполняет Ан-24РВ борт СССР-47310, летящий из Куйбышева в Ижевск, после набора высоты лайнер занял эшелон полёта 4500 метров.

#### Проблемы со стабилизатором
В 18:17 в 100 километрах от Ижевского аэропорта и на эшелоне 4500 метров экипаж связался с диспетчером подхода, который разрешил снижаться до высоты 1800 метров. Экипаж ввёл самолёт в снижение, а на высоте 4200 метров отключил автопилот. В этот момент было обнаружено, что самолёт не реагирует на движения штурвала по тангажу («на себя» — «от себя»), то есть нет хода руля высоты, о чём в 18:21 командир воздушного судна доложил авиадиспетчеру. Далее экипаж провёл несколько проверок, которые только подтвердили их опасения, а в 18:22 командир доложил диспетчеру, что самолёт не реагирует на движения штурвальной колонки, в связи с чем заход на посадку будет выполняться с использованием триммера руля высоты.

### Уход на второй круг
В Ижевске в это время был штиль, наблюдалась морозная дымка при видимости 3500 м (температура воздуха составляла около −17 °C). Первый заход на посадку с посадочным курсом 194° выполнялся по курсо-глиссадной системе СП-68 на скорости 270 км/ч и с выпущенными на 15° закрылками. Поначалу заход проходил без отклонений, но в процессе выравнивания появился кабрирующий момент (подъём носа) и самолёт начал раскачиваться, из-за чего вертикальная перегрузка начала колебаться от 0,65 до 1,5 g. В таких условиях экипаж принял решение прекращать заход, поэтому увеличил мощность двигателей до взлётного и ушёл на второй круг.

### Катастрофа
Повторный заход на посадку выполнялся на скорости 250 км/ч и с выпущенными на 15° закрылками. Авиалайнер выполнял заход по курсу и на глиссаде, а торец ВПП был пройден на высоте 12 метров при вертикальной скорости снижения 4 м/с. Далее экипаж при работающих на малом газу двигателях начал выравнивать самолёт перед касанием, но тот вновь начал раскачиваться по тангажу. На скорости 220 км/ч режим двигателей был убран на 0°, но тут руль высоты, который до этого был отклонён вверх на 15,2°, за пару секунд отклонился вверх до упора — на 29,7°. С вертикальной скоростью 10—12 м/с и с перегрузкой 1,68 g авиалайнер влетел на высоту 40—50 метров, после чего вышел на закритические углы атаки и перешёл в сваливание на правое крыло, а руль высоты при этом за две секунды отклонился вниз с 29,1° до 10,2°. Пытаясь вывести самолёт из падения, экипаж при скорости 170 км/ч увеличил мощность двигателей до взлётного, но те не успели развить необходимую мощность, а минимальное значение скорости даже достигло 135 км/ч.
В 18:50 в 820 метрах от начала ВПП и 74 метрах правее её летящий со скоростью 180 км/ч по курсу 236° Ан-24 с правым креном 31° врезался в землю правой плоскостью крыла. От удара плоскость оторвало, после чего самолёт промчался по снегу 68 с небольшим метров и остановился в 117 метрах от ВПП. Его шасси, двигатели, мотогондолы и средняя часть фюзеляжа были разрушены. Оторванная носовая часть лежала правее. Общий разброс обломков составил 89 на 30 метров, пожара при этом не возникло. В катастрофе погибли 4 человека (второй пилот и три пассажира), ещё 35 (2 члена экипажа и 33 пассажира) были ранены.

## Причины
При изучении обломков было установлено, что произошло самопроизвольное отворачивание гайки и выпадение болта из соединения вертикальной тяги двуплечей качалкой верхнего узла управления на шпангоуте № 7. Это и привело к полному рассоединению проводки управления рулём высоты, в результате чего экипаж не мог им управлять. Сама гайка отвернулась потому, что в соединении отсутствовал контровочный шплинт. Вообще в данном болтовом соединении не было признаков перетирания или разрушения шплинта. К тому же многолетний опыт эксплуатации показал, что это соединение проводки системы управления не подвергается нагрузкам, которые бы могли привести к разрушению шплинтов.
При более тщательном рассмотрении соединения было обнаружено, что шплинтовое отверстие болта полностью заполнено старой смазкой, которая не могла бы туда попасть, будь установлен шплинт. На самом соединении была нанесена свежая смазка, которая отличалась от обнаруженной застаревшей. Таким образом, в процессе эксплуатации при ремонте на авиационной технической базе (АТБ) Ижевского авиаотряда это соединение не разбиралось, что и не предусматривалось. Последняя полная разборка проводки системы управления проводилась на заводе № 403 Гражданской авиации, где ремонт проводился на недостаточно высоком уровне, в том числе допускался некачественный монтаж соединений элементов системы управления. После катастрофы в Ижевске была проведена проверка парка Ан-24, в ходе которой выявились случаи неустановки шплинтов.

### Выводы
Отказ системы управления рулём высоты произошел из-за рассоединения тяги 763 АН-3-14/1249 1374 с качалкой 24-5108-20-3 в результате самопроизвольного отворачивания гайки их болтового соединения и последующего выпадания болта. Гайка отвернулась под действием вибрационных нагрузок из-за неустановки контровочного шплинта, предусмотренного технической документацией, при выполнении капитального ремонта на заводе № 403.
В Ижевском АТБ из-за низкого качества выполнения регламентных работ по осмотру проводки системы управления по форме № 6 (17 января) не были выявлены дефекты болтовых соединений верхнего узла качалок на шпангоуте № 7, в том числе отсутствие шплинта болтового соединения вертикальной тяги с качалкой управления рулем высоты.
— 

### Заключение
Причиной катастрофы является отказ системы управления рулём высоты в результате полного рассоединения проводки управления.
Рассоединение проводки произошло из-за некачественно проведенного монтажа на заводе № 403 и некачественно выполненных регламентных работ в АТБ Ижевского ОАО.
— 